# Jõevaara
Jõevaara – wieś w Estonii, w prowincji Põlva, w gminie Veriora.